# قرص قرمز و قرص آبی

قرص آبی و قرمز که در فیلم ماتریکس، مورفئوس انتخاب یکی از آنها را به نئو پیشنهاد می‌دهد.

قرص قرمز و قرص آبی، یک میم و یک نماد به‌شمار می‌رود، به این صورت که انتخاب «قرص قرمز»، موجب می‌شود که حقیقت ناخوشایندی که شما از آن آگاه نیستید، برایتان آشکار شود و انتخاب «قرص آبی» باعث می‌شود که برای همیشه در نادانی لذت بخش فعلی بمانید. این اصطلاح پس از آن‌که برای اولین‌بار در فیلم ماتریکس محصول سال ۱۹۹۹ معرفی شدند، رایج شد.